# Serghei Rogaciov
Serghei Rogaciov (n. 20 mai 1977, Glodeni) este un antrenor de fotbal și fost fotbalist internațional moldovean care juca pe postul de atacant.
Între anii 1996–2007 Serghei Rogaciov a jucat 52 de meciuri la echipa națională de fotbal a Moldovei, marcând 9 goluri.

## Palmares

### Club
Constructorul-93 Chișinău
- Divizia Națională: 1996-1997

Sheriff Tiraspol
- Cupa Moldovei: 1999
- Divizia Națională

Vicecampion: 1999-2000
FK Aktobe
- Prima Ligă Kazahă: 2007

Vicecampion: 2006

### Individual
- Fotbalistul moldovean al anului (2): 1996, 2001
- Golgheter – Divizia Națională (3): 1997 (35 de goluri), 1999 (21 de goluri), 2000 (20 de goluri)

## Goluri date în competiții amicale/preliminare/finale
| Goluri internaționale marcate de Serghei Rogaciov | Goluri internaționale marcate de Serghei Rogaciov | Goluri internaționale marcate de Serghei Rogaciov | Goluri internaționale marcate de Serghei Rogaciov | Goluri internaționale marcate de Serghei Rogaciov | Goluri internaționale marcate de Serghei Rogaciov | Goluri internaționale marcate de Serghei Rogaciov      |
| #                                                 | Data                                              | Locația                                           | Adversar                                          | Scor                                              | Rezultat                                          | Competiția                                             |
| ------------------------------------------------- | ------------------------------------------------- | ------------------------------------------------- | ------------------------------------------------- | ------------------------------------------------- | ------------------------------------------------- | ------------------------------------------------------ |
| 1                                                 | 4 februarie 2000                                  | Larnaca, Cipru                                    | Lituania                                          | 13'                                               | 1 – 2                                             | Turneu amical                                          |
| 2                                                 | 4 februarie 2000                                  | Larnaca, Cipru                                    | Lituania                                          | 76'                                               | 1 – 2                                             | Turneu amical                                          |
| 3                                                 | 16 august 2000                                    | Chișinău, Republica Moldova                       | Malta                                             | 45'                                               | 1 – 0                                             | Meci amical                                            |
| 4                                                 | 4 februarie 2004                                  | Ramat Gan, Israel                                 | Israel                                            | 70'                                               | 1 – 1                                             | Meci amical                                            |
| 5                                                 | 3 septembrie 2005                                 | Chișinău, Republica Moldova                       | Belarus                                           | 17'                                               | 2 – 0                                             | Calificările pentru Campionatul Mondial de Fotbal 2006 |
| 6                                                 | 3 septembrie 2005                                 | Chișinău, Republica Moldova                       | Belarus                                           | 49'                                               | 2 – 0                                             | Calificările pentru Campionatul Mondial de Fotbal 2006 |
| 7                                                 | 7 septembrie 2005                                 | Chișinău, Republica Moldova                       | Slovenia                                          | 31'                                               | 1 – 2                                             | Calificările pentru Campionatul Mondial de Fotbal 2006 |
| 8                                                 | 7 octombrie 2006                                  | Chișinău, Republica Moldova                       | Bosnia și Herțegovina                             | 13'                                               | 2 – 2                                             | Preliminariile Campionatului European de Fotbal 2008   |
| 9                                                 | 7 octombrie 2006                                  | Chișinău, Republica Moldova                       | Bosnia și Herțegovina                             | 32' (pk)                                          | 2 – 2                                             | Preliminariile Campionatului European de Fotbal 2008   |